# La Florida (Madrid)
La Florida (Madrid, España), es una colonia madrileña que comprende la mayor parte del margen norte del Barrio de El Plantío, situado en el distrito de Moncloa-Aravaca, el cual está subdividido en La Florida y Casaquemada. Está formado en su mayoría por chalets unifamiliares y oficinas de reciente creación en los márgenes de la A-6 y rodeado por el Monte de El Pardo. La urbanización data de la Colonia que se formó a principios del siglo XX, habiendo evolucionado de una zona de segunda residencia y veraneo a una de primera residencia por el crecimiento de Madrid.
La zona tiene una autonomía especial, ya que aunque está situado a poca distancia del municipio de Pozuelo de Alarcón, y del municipio de Majadahonda, pertenece como el barrio de El Plantio al municipio de Madrid.